# 줄무늬고등어속

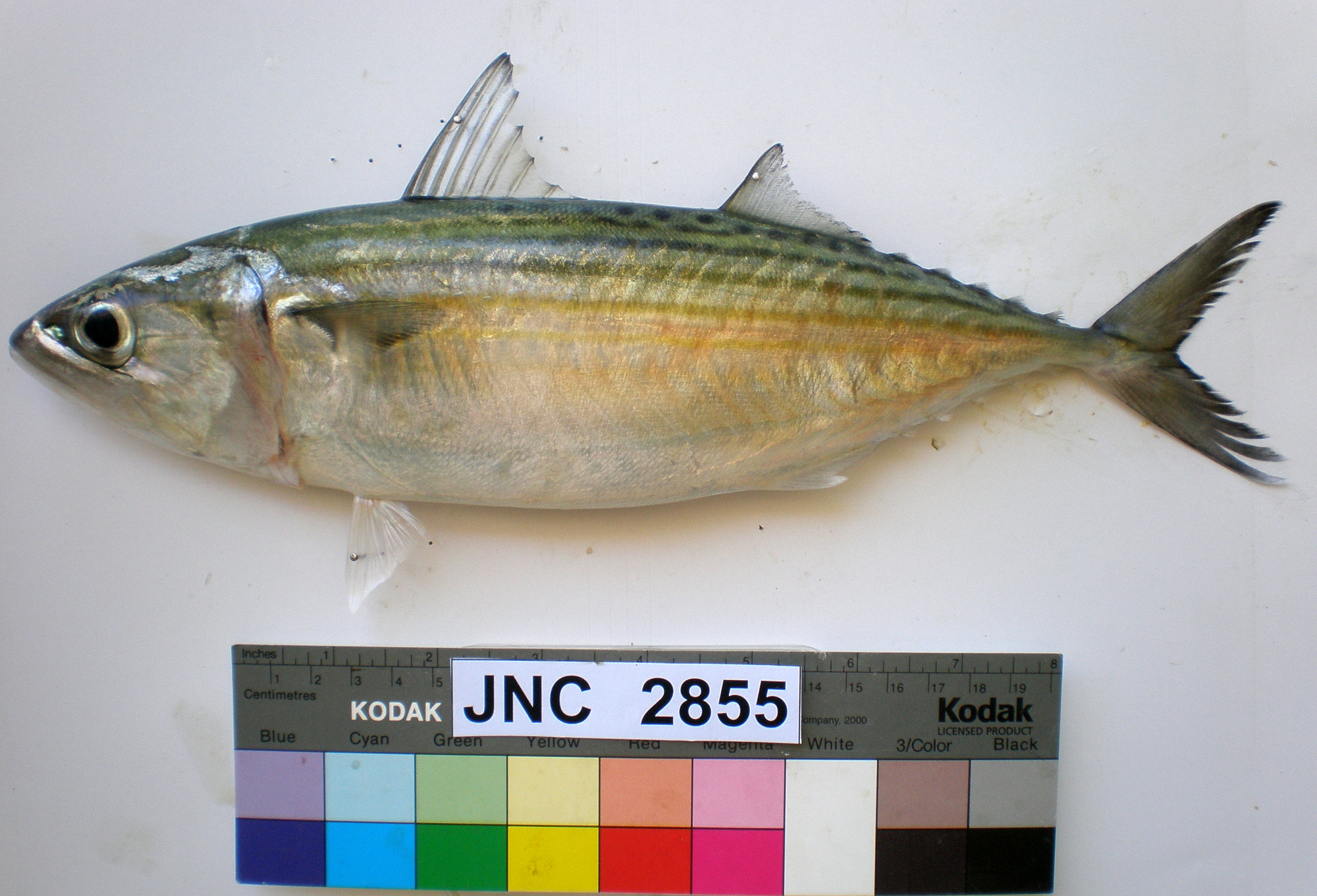

줄무늬고등어속(Rastrelliger)은 고등어과의 한 속이다. 줄무늬고등어 등을 포함하고 있다.
 위키미디어 공용에 줄무늬고등어속 관련 미디어 분류가 있습니다.